# Bailando por un sueño (El Salvador)
Bailando por un Sueño El Salvador fue un programa de televisión realizado bajo el formato del programa mexicano «Bailando por un Sueño», creado en el 2005 por la cadena Televisa. El programa es producido bajo licencia por Telecorporación Salvadoreña, a través del canal 4. El inicio de este Reality Show Musical fue en abril de 2008.

## Formato
«Bailando por un Sueño El Salvador», brindó la oportunidad a 12 participantes por temporada, quienes a través de la música y el baile luchaban por alcanzar sus sueños.
Los participantes hacían pareja con personalidades de la televisión, radio, música, actuación, espectáculos, deportes; todos reconocidos por su trayectoria.
Bajo un formato de espíritu familiar y altruista, se pretendía entretener, pero sobre todo, hacer realidad el sueño que defendía la pareja que resultó ganadora de la competencia.

## Mecánica
Los concursantes se enfrentaban en festivos duelos ejecutando los géneros semanales programados por la producción. Las parejas eran evaluadas de manera inmediata a la ejecución de sus coreografías por un estricto jurado conformado por 5 expertos en los más reconocidos ritmos musicales.
Enseguida, cada jurado otorgaba una puntuación en la escala del 1 al 10 a cada pareja, así como una argumentación en la cual señalaban el porqué de su calificación destacando aciertos y consejos para corregir los errores. Cada semana, un jurado diferente, tuvo la responsabilidad de dar el voto secreto. Esta calificación solamente la podía conocer una parte del público asistente al plató. Antes de finalizar cada programa, el voto secreto era revelado y se sumaba a las calificaciones ya conocidas, lo que daba como resultado el total alcanzado por cada equipo.
Las parejas que obtenían las dos puntuaciones más bajas eran las candidatas a abandonar la competencia por considerar que no aprobaron, desde el punto de vista del baile y puesta en escena, los estilos correspondientes a cada gala. Para permanecer en la competencia estas parejas tenían que enfrentarse a un «Duelo de Baile» consistente en montar una coreografía en conjunto e individual de uno de los géneros con los que fueron Sentenciados en el programa anterior. Al finalizar «El Duelo», el público televidente, mediante el envío de mensajes de texto —SMS— desde sus teléfonos móviles, determinaba qué pareja continuaba en la competencia y qué pareja la abandonaba.

## Bailando por un Sueño 1º Temporada
La Primera Temporada se estrenó el 6 de abril de 2008, marcando 40,7 puntos de cuota de pantalla. En esta temporada hubo 12 parejas, se realizaron 12 galas y se presentaron 10 sentencias. La GRAN GALA FINAL  se llevó a cabo el domingo 22 de junio de 2008, marcando 58,20 puntos de cuota de pantalla y se convirtió el más alto en toda la historia de la TV en El Salvador. En ella resultaron ganadores Karen Solís y Giancarlo Reyes.

### Conductores
- Luciana Sandoval (Conductora Principal)
- Charlie Renderos (Copresentador)

### Jurado
El jurado estuvo integrado por:
| Nombre           | Profesión                            | Nacionalidad                                       |
| ---------------- | ------------------------------------ | -------------------------------------------------- |
| Soren Barahona   | Bailarín Profesional                 | Bandera de El Salvador · Bandera de Estados Unidos |
| Flaviana Seeling | Bailarina y Fundadora de «Axé Bahía» | Bandera de Brasil                                  |
| Billy Grimaldi   | Bailarín                             | Bandera de El Salvador                             |
| Nené de Roeder   | Bailarina Profesional                | Bandera de El Salvador                             |
| Salvador Alas    | Locutor Radial                       | Bandera de El Salvador                             |

### Parejas
| Famoso                    | Ocupación                          | Nacionalidad           | Soñador               | Sentencias | Puesto Alcanzado      |
| ------------------------- | ---------------------------------- | ---------------------- | --------------------- | ---------- | --------------------- |
| Karen Solís               | Presentadora de TV                 | Bandera de El Salvador | Giancarlo Reyes       | 1          | GANADORES             |
| Gabriel «Turrón» Salazar  | Locutor Radial y Presentador de TV | Bandera de El Salvador | Scarleth Marinero     | 2          | Segundo lugar         |
| Max Méndez                | Cantante                           | Bandera de El Salvador | Alexandra Fernández   | 1          | 10.ª pareja eliminada |
| Maura Rubio               | Presentadora TV                    | Bandera de El Salvador | Henri Escobar         | 2          | 9.ª pareja eliminada  |
| Diana Platero             | Deportista                         | Bandera de El Salvador | Kelvin Garay          | 2          | 8.ª pareja eliminada  |
| Fátima Calderón           | Cantante Grupera                   | Bandera de El Salvador | Henry Urías           | 1          | 7.ª pareja eliminada  |
| Cocolito (Roberto Alfaro) | Comediante Infantil                | Bandera de El Salvador | Bessy López           | 4          | 6.ª pareja eliminada  |
| Roberto Bundio            | Presentador Deportivo              | Bandera de El Salvador | María Isabel González | 3          | 5.ª pareja eliminada  |
| Alejandro Bernal          | Cantante                           | Bandera de El Salvador | Marianela Granados    | 1          | 4.ª pareja eliminada  |
| Rocío Cáceres             | Cantante                           | Bandera de El Salvador | Juan José Villalta    | 2          | 3.ª pareja eliminada  |
| Lissette Rodríguez        | Modelo / Nuestra Belleza 2007      | Bandera de El Salvador | Rolando Campos        | 1          | 2.ª pareja eliminada  |
| Francisco González        | Presentador de TV                  | Bandera de El Salvador | Lucy Sibrián          | 1          | 1.ª pareja eliminada  |

### Ritmos
- Primera Gala (6 de abril de 2008): Ritmos Varios (Cada pareja bailó un ritmo diferente).
- Segunda Gala (13 de abril de 2008): Cumbia y Reguetón.
- Tercera Gala (20 de abril de 2008): Bachata y Disco.
- Cuarta Gala (27 de abril de 2008): Twist y Merengue.
- Quinta Gala (4 de mayo de 2008): Rocanrol y Vallenato
- Sexta Gala (11 de mayo de 2008): Salsa y Swing
- Séptima Gala (18 de mayo de 2008): Mambo y Punta
- Octava Gala (25 de mayo de 2008): Vals, Lambada y Xuc
- Novena Gala (1 de junio de 2008): Tex-mex, Techno y Chachachá
- Décima Gala (8 de junio de 2008): Rumba Flamenca, Charlestón y Dance 80's
- Décima primera Gala (15 de junio de 2008) SEMI-FINAL: Quebradita, À gogo y Bolero
- Décima segunda Gala (22 de junio de 2008) GRAN FINAL: Quickstep, Hip Hop y Tango

### Retos
| Gala                           | Participante 1               | Profesión                         | Participante 2                 | Profesión                             | Ganador          |
| ------------------------------ | ---------------------------- | --------------------------------- | ------------------------------ | ------------------------------------- | ---------------- |
| 5º Gala (4 de mayo de 2008)    | Elena Villatoro              | Locutora Radial                   | Luciana Sandoval               | Presentadora TV                       | Luciana Sandoval |
| 8º Gala (25 de mayo de 2008)   | Soren Barahona               | Jurado y Bailarín Profesional     | Billy Grimaldi                 | Jurado y Bailarín                     | Soren Barahona   |
| 9º Gala (1 de junio de 2008)   | La Tenchis                   | Comediante y actor                | La Abuela                      | Locutor                               | La Abuela        |
| 11º Gala (15 de junio de 2008) | Panamá (Alejandra y Nicanor) | Ganadores BPS Panamá 1° Temporada | Costa Rica (Shirley y Ricardo) | Ganadores BPS Costa Rica 1° Temporada | Costa Rica       |

### Mejores Pasos
Los mejores pasos de «Bailando por un Sueño El Salvador», se otorgaron desde la octava gala de la primera temporada, y fueron evaluados y certificados por Mauricio Bonilla, quien es considerado como el bailarín profesional más conocido de El Salvador. Los ganadores de este galardón recibieron $350,00 y fueron las siguientes parejas:
- Octava Gala (25 de mayo de 2008): Karen y Giancarlo, por una pasada armoniosa en la ejecución de la lambada.
- Novena Gala (1 de junio de 2008):Karen y Giancarlo, por su muy buena ejecución acrobática en el tex-mex; Gabriel y Scarleth, por su desempeño adecuado dentro del tiempo del chachachá.
- Décima Gala (8 de junio de 2008): Gabriel y Scarleth, debido una cargada muy bien elaborada durante el baile de los 80´s, efectuando un cambio de género de balada a un ritmo más rápido.
- Décima primera Gala (15 de junio de 2008) SEMI-FINAL: Max y Alexandra, por su ejecución muy bien detallada y de armonía visual acorde con los cuatro tiempos del bolero.
- Décima segunda Gala (22 de junio de 2008) FINAL: Karen y Giancarlo, por una serie de voleos y ganchos muy bien ejecutados durante su presentación de tango.

### Calificaciones
| Karen Solís / Giancarlo Reyes          | 66 | 88         | 81         | 78         | 84         | 80         | 137        | 139        | 130        | 130        | 137        |            |            |            |            |            |            |            |            |            |            |            |            |            |            |            |            |            |            |            |            |            |            |            |            |            |            |            |            |            |            |            |            |            |            |            |            |            |
| Gabriel Salazar /Scarleth Marinero     | 74 | 81         | 76         | 76         | 72         | 76         | 126        | 134        | 139        | 123        | 134        |            |            |            |            |            |            |            |            |            |            |            |            |            |            |            |            |            |            |            |            |            |            |            |            |            |            |            |            |            |            |            |            |            |            |            |            |            |
| Max Méndez / Alexandra Fernández       | 80 | 60         | 76         | 73         | 74         | 89         | 127        | 127        | 133        | 112        | Eliminados |            |            |            |            |            |            |            |            |            |            |            |            |            |            |            |            |            |            |            |            |            |            |            |            |            |            |            |            |            |            |            |            |            |            |            |            |            |
| Maura Rubio / Henri Escobar            | 67 | 76         | 75         | 77         | 78         | 72         | 137        | 123        | 124        | Eliminados | Eliminados | Eliminados | Eliminados | Eliminados | Eliminados | Eliminados | Eliminados | Eliminados | Eliminados | Eliminados | Eliminados | Eliminados | Eliminados | Eliminados | Eliminados | Eliminados | Eliminados | Eliminados | Eliminados | Eliminados | Eliminados | Eliminados | Eliminados | Eliminados | Eliminados | Eliminados | Eliminados | Eliminados | Eliminados | Eliminados | Eliminados | Eliminados | Eliminados | Eliminados |            |            |            |            |
| Diana Platero / Kelvin Garay           | 69 | 65         | 70         | 69         | 67         | 80         | 122        | 123        | Eliminados | Eliminados | Eliminados | Eliminados | Eliminados | Eliminados | Eliminados | Eliminados | Eliminados | Eliminados | Eliminados | Eliminados | Eliminados | Eliminados | Eliminados | Eliminados | Eliminados | Eliminados | Eliminados | Eliminados | Eliminados | Eliminados | Eliminados | Eliminados | Eliminados | Eliminados | Eliminados | Eliminados | Eliminados | Eliminados | Eliminados | Eliminados | Eliminados | Eliminados | Eliminados | Eliminados | Eliminados | Eliminados | Eliminados | Eliminados |
| Fátima Calderón / Henry Urías          | 60 | 80         | 65         | 71         | 65         | 82         | 117        | Eliminados | Eliminados | Eliminados | Eliminados | Eliminados | Eliminados | Eliminados | Eliminados | Eliminados | Eliminados | Eliminados | Eliminados | Eliminados | Eliminados | Eliminados | Eliminados | Eliminados | Eliminados | Eliminados | Eliminados | Eliminados | Eliminados | Eliminados | Eliminados | Eliminados | Eliminados | Eliminados | Eliminados | Eliminados | Eliminados | Eliminados | Eliminados | Eliminados | Eliminados | Eliminados | Eliminados | Eliminados | Eliminados | Eliminados | Eliminados |            |
| Cocolito / Bessy López                 | 55 | 68         | 66         | 28         | 57         | 68         | Eliminados | Eliminados | Eliminados | Eliminados | Eliminados | Eliminados | Eliminados | Eliminados | Eliminados | Eliminados | Eliminados | Eliminados | Eliminados | Eliminados | Eliminados | Eliminados | Eliminados | Eliminados | Eliminados | Eliminados | Eliminados | Eliminados | Eliminados | Eliminados | Eliminados | Eliminados | Eliminados | Eliminados | Eliminados | Eliminados | Eliminados | Eliminados | Eliminados | Eliminados | Eliminados | Eliminados | Eliminados | Eliminados | Eliminados | Eliminados |            |            |
| Roberto Bundio / María Isabel González | 50 | 72         | 64         | 69         | 63         | Eliminados | Eliminados | Eliminados | Eliminados | Eliminados | Eliminados | Eliminados | Eliminados | Eliminados | Eliminados | Eliminados | Eliminados | Eliminados | Eliminados | Eliminados | Eliminados | Eliminados | Eliminados | Eliminados | Eliminados | Eliminados | Eliminados | Eliminados | Eliminados | Eliminados | Eliminados | Eliminados | Eliminados | Eliminados | Eliminados | Eliminados | Eliminados | Eliminados | Eliminados | Eliminados | Eliminados | Eliminados | Eliminados | Eliminados | Eliminados |            |            |            |
| Alejandro Bernal / Marianela Granados  | 77 | 67         | 66         | 59         | Eliminados | Eliminados | Eliminados | Eliminados | Eliminados | Eliminados | Eliminados | Eliminados | Eliminados | Eliminados | Eliminados | Eliminados | Eliminados | Eliminados | Eliminados | Eliminados | Eliminados | Eliminados | Eliminados | Eliminados | Eliminados | Eliminados | Eliminados | Eliminados | Eliminados | Eliminados | Eliminados | Eliminados | Eliminados | Eliminados | Eliminados | Eliminados | Eliminados | Eliminados | Eliminados | Eliminados | Eliminados | Eliminados | Eliminados | Eliminados |            |            |            |            |
| Rocío Cáceres / Juan José Villalta     | 65 | 59         | 59         | Eliminados | Eliminados | Eliminados | Eliminados | Eliminados | Eliminados | Eliminados | Eliminados | Eliminados | Eliminados | Eliminados | Eliminados | Eliminados | Eliminados | Eliminados | Eliminados | Eliminados | Eliminados | Eliminados | Eliminados | Eliminados | Eliminados | Eliminados | Eliminados | Eliminados | Eliminados | Eliminados | Eliminados | Eliminados | Eliminados | Eliminados | Eliminados | Eliminados | Eliminados | Eliminados | Eliminados | Eliminados | Eliminados | Eliminados | Eliminados |            |            |            |            |            |
| Lissette Rodríguez / Rolando Campos    | 59 | 59         | Eliminados | Eliminados | Eliminados | Eliminados | Eliminados | Eliminados | Eliminados | Eliminados | Eliminados | Eliminados | Eliminados | Eliminados | Eliminados | Eliminados | Eliminados | Eliminados | Eliminados | Eliminados | Eliminados | Eliminados | Eliminados | Eliminados | Eliminados | Eliminados | Eliminados | Eliminados | Eliminados | Eliminados | Eliminados | Eliminados | Eliminados | Eliminados | Eliminados | Eliminados | Eliminados | Eliminados | Eliminados | Eliminados | Eliminados | Eliminados |            |            |            |            |            |            |
| Francisco González/ Lucy Sibrián       | 55 | Eliminados | Eliminados | Eliminados | Eliminados | Eliminados | Eliminados | Eliminados | Eliminados | Eliminados | Eliminados | Eliminados | Eliminados | Eliminados | Eliminados | Eliminados | Eliminados | Eliminados | Eliminados | Eliminados | Eliminados | Eliminados | Eliminados | Eliminados | Eliminados | Eliminados | Eliminados | Eliminados | Eliminados | Eliminados | Eliminados | Eliminados | Eliminados | Eliminados | Eliminados | Eliminados | Eliminados | Eliminados | Eliminados | Eliminados | Eliminados |            |            |            |            |            |            |            |

     Ganadores.

     Segundo lugar.

     Puntaje más alto.

     Sentenciado/a, enviado/a al voto telefónico y salvado/a.

    
Sentenciado/a, enviado/a al voto telefónico y eliminado/a.

La primera gala sirvió de exhibición, cada pareja presentó un género distinto, no hubo calificaciones ni se presentó sentencia.

## Bailando por un Sueño 2º Temporada
La segunda temporada de «Bailando por un Sueño El Salvador», fue estrenada el 3 de mayo de 2009. En esta temporada 12 parejas lucharon en la pista de baile por lograr sus sueños, 12 galas sirvieron para demostrar que el baile tiene la capacidad para cumplir sueños, y 10 sentencias fueron presentadas para depurar a los competidores. La GRAN GALA FINAL se llevó a cabo el 19 de julio de 2009 resultando ganadores Álex Erazo y Kathleen Ramos.

### Conductores
- Luciana Sandoval (Conductora Principal)
- Charlie Renderos (Copresentador)

### Jurado
Estuvo conformado por:
| Nombre         | Profesión             | Nacionalidad                                       |
| -------------- | --------------------- | -------------------------------------------------- |
| Soren Barahona | Bailarín Profesional  | Bandera de El Salvador · Bandera de Estados Unidos |
| Diana Aranda   | Bailarina Profesional | Bandera de El Salvador                             |
| Billy Grimaldi | Bailarín              | Bandera de El Salvador                             |
| Nené de Roeder | Bailarina Profesional | Bandera de El Salvador                             |
| Salvador Alas  | Locutor Radial        | Bandera de El Salvador                             |

A su vez, por razones de fuerza mayor, durante la Gala 10 Nené de Roeder fue reemplazada por el juez internacional Félix Greco, mientras que durante la Gala 11 Soren Barahona fue sustituido por Jacobo Flores.

### Parejas
| Famoso              | Ocupación                     | Nacionalidad           | Soñador            | Sentencias | Puesto Alcanzado      |
| ------------------- | ----------------------------- | ---------------------- | ------------------ | ---------- | --------------------- |
| Álex «Paleta» Erazo | Futbolista                    | Bandera de El Salvador | Kathleen Ramos     | 0          | GANADORES             |
| René Alonso         | Cantante                      | Bandera de El Salvador | Sonia Pacheco      | 3          | Segundo lugar         |
| Verónica Quijano    | Deportista                    | Bandera de El Salvador | José Luis Orellana | 1          | 10.ª pareja eliminada |
| Ademir Barbosa      | Cantante                      | Bandera de El Salvador | Claudia Aguilar    | 2          | 9.ª pareja eliminada  |
| Kerim Hándal        | Presentador de TV y Modelo    | Bandera de El Salvador | Yesenia Reyes      | 7          | 8.ª pareja eliminada  |
| Verónica Guerrero   | Presentadora de TV            | Bandera de El Salvador | Ismael Rodríguez   | 2          | 7.ª pareja eliminada  |
| Jennifer Aragón     | Presentadora de TV            | Bandera de El Salvador | David Arriaza      | 2          | 6.ª pareja eliminada  |
| Roberto Acosta      | Presentador TV                | Bandera de El Salvador | Carolina Ruiz      | 1          | 5.ª pareja eliminada  |
| Rebecca Moreno      | Modelo / Nuestra Belleza 2008 | Bandera de El Salvador | Marlon Rauda       | 1          | 4.ª pareja eliminada  |
| Gonzalo Solórzano   | Presentador TV y radial       | Bandera de El Salvador | Andrea Represa     | 2          | 3.ª pareja eliminada  |
| Elena Villatoro     | Locutora                      | Bandera de El Salvador | Irvin Santamarina  | 1          | 2.ª pareja eliminada  |
| Ligia Rocca         | Presentadora de TV y Modelo   | Bandera de El Salvador | Mario Montano      | 1          | 1.ª pareja eliminada  |

## Bailando por un Sueño 3º Temporada
La tercera temporada, se estrenó el 5 de septiembre de 2010. En esta temporada como ya es costumbre compitieron 12 parejas, se realizaron 12 galas y se presentaron 10 sentencias. Esta temporada fue la incursión de este formato en el más reciente foro de producción de Telecorporación Salvadoreña y por primera vez se transmitió este formato en HD (alta definición). La Gala Final se llevó a cabo el 21 de noviembre de 2010 resultando ganadores Kahory Trujillo y Mauricio Franco, a pesar de que obtuvieron el segundo lugar en las calificaciones.

### Conductores
- Luciana Sandoval (Conductora Principal)
- Charlie Renderos (Copresentador)
- Verónica Guerrero y Roberto Acosta (Conductores de «El Relato»)

### Jurado
El jurado en esta tercera temporada está integrado por:
| Nombre           | Profesión             | Nacionalidad                                       |
| ---------------- | --------------------- | -------------------------------------------------- |
| Billy Grimaldi   | Bailarín              | Bandera de El Salvador                             |
| Mauricio Bonilla | Bailarín Profesional  | Bandera de El Salvador                             |
| Nené de Roeder   | Bailarina Profesional | Bandera de El Salvador                             |
| Soren Barahona   | Bailarín Profesional  | Bandera de El Salvador · Bandera de Estados Unidos |
| Salvador Alas    | Locutor Radial        | Bandera de El Salvador                             |

### Parejas
| Famoso                         | Ocupación                   | Nacionalidad           | Soñador             | Sentencias | Puesto Alcanzado     |
| ------------------------------ | --------------------------- | ---------------------- | ------------------- | ---------- | -------------------- |
| Kahory Trujillo                | Cantante grupera            | Bandera de El Salvador | Mauricio Franco     | 1          | GANADORES            |
| Jeovanni Medrano               | Deportista                  | Bandera de El Salvador | Silvia Rodas        | 1          | Segundo lugar        |
| Javier Jiménez                 | Cantante                    | Bandera de El Salvador | Johanna Brizuela**  | 4          | 10.ªpareja eliminada |
| Diana Platero*                 | Deportista                  | Bandera de El Salvador | Guillermo Cartagena | 1          | 9.ªpareja eliminada  |
| Mingo (Cristo José Huezo)      | Locutor                     | Bandera de El Salvador | Laura Amaya         | 2          | 8.ªpareja eliminada  |
| Michelle Gutty                 | Actriz y Cantante           | Bandera de Colombia    | Mauricio Rodríguez  | 2          | 7.ªpareja eliminada  |
| Hada Chiflis (Beatriz García)  | Comediante Infantil         | Bandera de El Salvador | Milton Cortez       | 2          | 6.ªpareja eliminada  |
| Julia Elena López              | Modelo y Presentadora de TV | Bandera de El Salvador | Félix Orellana      | 3          | 5.ªpareja eliminada  |
| Jhosse Lora                    | Cantante                    | Bandera de El Salvador | Karla Meléndez      | 2          | 4.ªpareja eliminada  |
| Franco «Chilindrina» Rodríguez | Futbolista                  | Bandera de El Salvador | Tamara Castellanos  | 1          | 3.ªpareja eliminada  |
| Juan Carlos «Colorado» Reyes   | Futbolista                  | Bandera de Uruguay     | Sharon Salazar      | 1          | 2.ªpareja eliminada  |
| Cindy Saravia                  | Modelo                      | Bandera de El Salvador | Dennis Cotta        | 1          | 1.ªpareja eliminada  |

*En la Octava Gala Cammy Marenco, famosa y pareja inicial de Guillermo Cartagena, abandonó la competencia por una lesión y fue sustituida por Diana Platero.
**En la Novena Gala Liliana Richter, soñadora y pareja inicial de Javier Jiménez, abandonó la competencia por una lesión y fue sustituida por Johanna Brizuela.

## Reto Centroamericano de Baile
«Reto Centroamericano de Baile» fue un programa de televisión donde por primera vez tres países centroamericanos compitieron en un reto regional de baile: Costa Rica, El Salvador y Honduras. En dicho programa participaron 2 parejas de cada país, determinadas por la producción de cada Televisora concesionaria de la Licencia Original, luego de que en El Salvador y en Costa Rica terminaran la Tercera Temporada y la Primera en Honduras.
El inicio de este Reality Show Musical fue el 23 de enero de 2011 y se realizó alternadamente en cada uno de los países participantes.

### Contendientes
Cada televisora ha escogido a dos parejas por cada país: en el caso de El Salvador sus dos parejas fueron las finalistas de BPS 3. En el caso de Costa Rica, sus parejas formaron parte de BPS 3. Las parejas representante de Honduras participaron en la única edición realizada en ese país.
| Famoso en BPS        | Ocupación           | Soñador en BPS  | País        | Puesto Alcanzado |
| -------------------- | ------------------- | --------------- | ----------- | ---------------- |
| Nancy Dobles         | Presentadora        | Diego Torres    | Costa Rica  | Primer lugar     |
| Jeovanny Medrano     | Atleta              | Silvia Rodas    | El Salvador | Segundo lugar    |
| Natalia Álvarez      | Modelo/Presentadora | Jonathan Campos | Costa Rica  | Tercer lugar     |
| Kahory Trujillo      | Cantante Grupera    | Mauricio Franco | El Salvador | Cuarto Lugar     |
| Christian Santamaría | Futbolista          | Karla Pérez     | Honduras    | Quinto Lugar     |
| Sheyla Downing       | Cantante            | Toivo Ramos     | Honduras    | Quinto Lugar     |